# Biserica „Acoperământul Maicii Domnului” din Bolțun
Biserica „Acoperământul Maicii Domnului” este o biserică amplasată în Bolțun, raionul Nisporeni, Republica Moldova. Este un monument arhitectural de importanță națională inclus în Registrul monumentelor Republicii Moldova ocrotite de stat cu nr. 831 (raionul Nisporeni). Datează din 1903.